# Двускатная крыша
Двуска́тная или щипцо́вая кры́ша — крыша с двумя наклонными к наружным стенам скатами.
Из трёх основных форм крыш (1. односкатная; 2. двускатная или щипцовая; 3. четырёхскатная или шатровая) двускатная считается лучшей, поэтому очень распространена. В такой крыше стропила опираются друг на друга, каждая пара стоит отдельно, и связываются пары стропил обрешёткой. В торцах крыша имеет треугольные стены — фронтоны или, иначе, щипцы. Под крышей устраивается чердак. Освещение и вентиляция чердака двускатной крыши производится посредством окон во фронтонах и (или) окон на скатах, называемых «слуховыми».

## Комбинации
Комбинация двускатной и шатровой крыши образует полувальмовую крышу, по удобствам занимающую среднее место между двускатной и шатровой крышами.
Пересечением двух двускатных крыш образуется многощипцовая крыша.

## Типы двускатных крыш
Крыши с неравномерными углами наклона скатов (то есть расположение конька не через центр здания) и различной длиной карнизных свесов применяются при желании заказчика выразить архитектурную особенность его жилья. Такая кровля, в плане дизайна, выглядит достаточно оригинально, но имеет недостаток нерационального использования чердачного помещения.

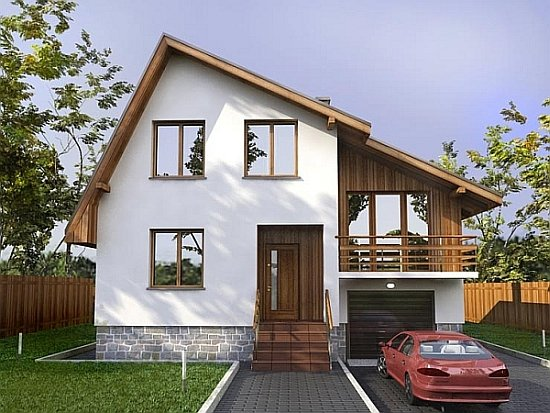
Крыша с разными углами наклона скатов

Ломаная щипцовая крыша применима в тех случаях, когда имеется надобность использовать чердачное помещение под мансарду. В такой крыше увеличенный объём чердака позволяет с лёгкостью обустроить мансарду, которую защищают от влаги и утепляют.

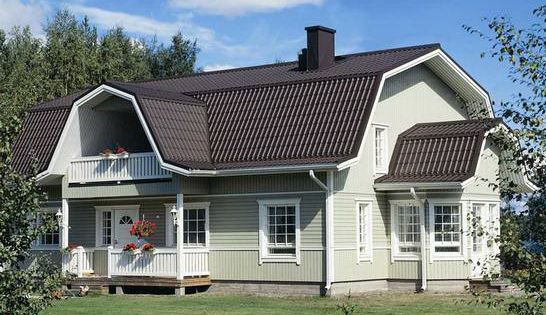
Ломаная щипцовая крыша

Двускатная симметричная крыша имеет в своём основании равнобедренный треугольник. Ортодоксальная форма и неприхотливость при возведении сделали её любимицей не только профессиональных строителей, но и начинающих специалистов.

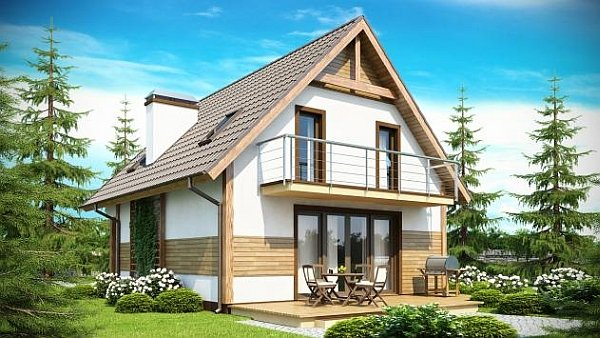
Двускатная симметричная крыша